# Alton (Utah)
Alton é uma cidade  localizada no estado norte-americano de Utah, no Condado de Kane.

## Demografia
Segundo o censo norte-americano de 2000, a sua população era de 134 habitantes. 
Em 2006, foi estimada uma população de 140, um aumento de 6 (4.5%).

## Geografia
De acordo com o United States Census Bureau tem uma área de 
1,0 km², dos quais 1,0 km² cobertos por terra e 0,0 km² cobertos por água. Alton localiza-se a aproximadamente 2146 m acima do nível do mar.

## Localidades na vizinhança
O diagrama seguinte representa as localidades num raio de 40 km ao redor de Alton. 